# Андгрімнір
Андгрімнір — у скандинавській міфології кухар у Вальгаллі (помешканні аса Одіна у світі богів Асгарді). Він годує ейнгеріїв (воїнів, що загинули в битві й піднеслися до Вальгалли): готує для них м'ясо вепра Сегрімніра (який оживає щоразу після того, як його з'їдають мешканці Вальгалли) в казані Ельдгрімнірі.
Згадується в пісні «Мова Ґрімніра» з міфологічної частини «Старшої Едди»:
|  | Андгрімнір варить Сегрімнір-вепра В Ельдгрімнір-чані - М'ясо чудове, Та не всі знають, Що ним ейнгеріїв харчують. |

Уривок з «Мови Ґрімніра» точно цитується в «Молодшій Едді» Сноррі Стурлусона. Цитаті передує прозаїчний уривок наступного змісту:
|  | Тоді Ґанлері сказав: «Ти говориш, що всі, хто загинув у битві, з того часу, як світ було створено, мешкають тепер в Одіна у Вальгаллі? Як же йому вдається нагодувати їх? Адже, напевно, зібралася там людей велика кількість!" Тоді відповідає Високий: «Ти правий: велика кількість там народу, а буде й того більше, хоча й цього буде мало, коли прийде Вовк. Але скільки б не було людей у Вальгаллі, завжди вистачає їм м'яса вепра на ім'я Сегрімнір. Кожен день його варять, а на вечір він знову цілий. А щодо твоїх запитань, то, видається мені, небагато знайдеться мудрих мужів, аби знали усю правду. Андгрімнір - ім'я кухаря, а казан називається Ельдгрімнір». |